# 中和駅 (黄海北道)
中和駅（チュンファえき）は、朝鮮民主主義人民共和国黄海北道中和郡にある朝鮮民主主義人民共和国鉄道省平釜線の駅である。1906年に開業した。

## 歴史
- 1906年4月3日：京義線敷設完成[1]。
- 1908年4月1日：正式に旅客営業開始[2][3]。

## 隣の駅
朝鮮民主主義人民共和国鉄道省
平釜線
力浦駅 - 中和駅 - 黒橋駅